# 雪豹悲歌
《雪豹悲歌》（又名《小豹雪妖》 ）是中国动物小说家沈石溪的一部作品，共9章，讲述了动物学家“我”和藏族向导强巴把一只一岁半的小雪豹“雪妖”放归山林的故事。

## 情节
小雪豹雪妖半岁时掉进了猎人的陷阱，一直由人抚养到一岁半，被当地警署收缴后交由动物学家“我”野化放生。然而，没有野外生活经验的雪妖并不知道如何捕杀猎物。“我”和藏族向导强巴削减了给雪妖的食物量，希望以饿刺激它自己学会捕杀猎物，却没有料想到，雪妖靠白天睡觉来减少能量消耗，这样它少吃一点也够了。“我”不得已又减少了食物量。可雪妖还是偷懒地从豺口中抢食物过活。正在“我”和强巴一筹莫展时，雪妖的母亲北斗母豹出现了，她接任了野化雪妖的工作。在母亲的调教下，虽然因过了最佳学习时期而进展缓慢，雪妖的捕猎技术还是日渐进步。然而雪妖从小母爱缺失使其产生了独占北斗母豹关爱的自私渴望，对母亲的幼豹十分嫉妒。一次，雪妖在追捕一头牦牛时受了伤，可北斗母豹只匆匆地安抚了一下雪妖，就回自己的洞穴喂幼豹去了。受伤的雪妖明显地不愿意母亲离去。这晚它没有回自己的洞穴休息，而是偷偷地靠近了北斗母豹的洞穴。天亮，北斗母豹又出去捕食，雪妖趁机杀死了母豹的三只幼豹，却被母豹发现。北斗母豹虽在最后放弃了杀死雪妖，却还是离它而去。雪妖亦在众叛亲离中落得被豺群分食的悲惨下场。

## 评价
中国图书商报在其2003年3月21日的报道中评价称，“……动物之间的捕杀和争斗、母女之间的感情在《小豹雪妖》中交替出现，紧张和温情在一个看似没有什么好写的题材中却一应俱全。”同时认为沈石溪在这部作品中“已经开始学会在静处观察，把舞台的大部分空间让给动物，让它们用自己的方式表达和展现自己的生活、情感……由披了动物外型的人的小说变为纯粹的动物小说，沈石溪的小说仿佛越来越淡了，但这是返朴归真。”
有文献亦指出，小说的悲剧结局“是人类在恢复被人类干涉的物性面前的失败，更是人类在自身行为面前的思考。”并认为“作品以一个个生动而独特的动物形象，讲述自然生命体的命运，表达物性之不为人类干涉的客观性以及物性被干涉的悲剧结果。”

## 扩展阅读
- 雪豹
- 沈石溪
- 雪域豹影